# Іван Порайко (старшина УСС)
Пора́йко Іва́н (нар. 1893, Тулова, Снятинський повіт, Королівство Галичини та Володимирії, Австрійська імперія — пом. після 1920) — український культурний і військовий діяч. Провідний актор Гуцульського театру Гната Хоткевича у 1910—1914. 
Студент правничого факультету Львівського університету, доброволець легіону Українських січових стрільців. Після російського полону став прихильником партії більшовиків і приєднався до лав Червоної
армії.

## Біографія

### Раннє життя
Народився у 1893 році в селі Тулова в селянській родині. Навчався у Коломийській українській гімназії № 2, після завершення якої вступив на правничий факультет Львівського університету.
З серпня 1910 і до початку 1914 року — актор Гуцульського театру Гната Хоткевича. Основним амплуа в репертуарі театру для Порайка стала роль Олекси Довбуша в однойменній виставі, про що пізніше згадував Петро Шекерик-Доників.
У квітні 1913 року був претендентом на місце актора в театрі «Руська Бесіда», але на прохання Олекси Ремеза Гнат Хоткевич відкликав свою рекомендацію Порайка на користь Леся Курбаса.

### Перша світова війна
У роки Першої світової війни добровільно вступив до лав Українських січових стрільців. Брав участь у перших боях легіону в Карпатах.
4 травня 1915 року в званні підхорунжого був важко поранений осколками гранати в голову і обличчя під час боїв на горі Маківка. Лікування проходив в шпиталі, що розташовувався у Мукачівському замку.
30 травня 1915 року потрапив в російський полон на території села Лисовичі поблизу Болехова, після чого протягом кількох років жодної інформації про нього не надходило.

### Серед комуністів
За спогадами Никифора Гірняка у своїх мемуарах «Останній акт трагедії української Галицької армії», Порайко був присутній у районі Вінниці в складі делегації більшовиків при укладенні угоди про перехід Української галицької армії до складу Червоної армії у лютому—березні 1920 року.
Після фактичного злиття УГА та Червоної армії, делегацію перетворено на нову управу УГА. Невдовзі постало питання ліквідації УГА як єдиного підрозділу і Порайко, в свою чергу, на формальному голосуванні управи підтримав це рішення.
Подальша доля Івана Порайка невідома, ймовірно, залишився в УСРР.

### Книги
- Бажанський М. Вічно житимуть... Постаті від зарання історії, аж до найновіших часів: біографічний словник. — Детройт, 1984. — 525 с.
- Гірняк Н. Останній акт трагедії української Галицької Армії. — Нью-Йорк : Видання Укр. Військово-Історичного Ін-ту в США, 1959. — 281 с.
- Сіреджук П. Січові стрільці і старшини Снятинщини і Заболотівщини. Бібліографічний довідник. — Львів : Галич-Прес, 2024. — 208 с.
- Шекерик-Доників П. Рік у віруваннях гуцулів: вибрані твори. — Верховина : Гуцульщина, 2009. — 354 с.

### Статті
- Шлемко О. Д. «Прахтикований жовнір» Гната Хоткевича – нездійснена постановка Леся Курбаса. // Вісник Київського національного університету культури і мистецтв. Серія : Сценічне мистецтво. — 2018. — № 1. — С. 72–89.
- Шлемко О. Д. Драма Г. Хоткевича «Довбуш» у ракурсі сучасних досліджень. // Науковий вісник Київського національного університету театру, кіно і телебачення імені І. К. Карпенка-Карого. — 2017. — № 20. — С. 160–167.| - п - о - р Командири Червоної Української Галицької Армії (ЧУГА) | - п - о - р Командири Червоної Української Галицької Армії (ЧУГА)                                                                                                                                                                                                            | - п - о - р Командири Червоної Української Галицької Армії (ЧУГА) |
| ----------------------------------------------------------------- | --- | ----------------------------------------------------------------- |
| Вище командування ЧУГА                                            | Командувач: Василь Порайко • Комісар: Михайло Михайлик • Т. В. О. командарма ЧУГА: Петро Солодуб • Начальник штабу: Альфред Шаманек • Заступник командарма: Михайло Іванів                                                                                                   |                                                                   |
| Командири бригад ЧУГА                                             | Альфред Шаманек • Михайло Баран (1-ша бригада ЧУСС ЧУГА) • Юліан Головінський (2-га бригада ЧУГА) • Зенон Носковський (3-тя бригада ЧУГА) |                                                                   |
| Відомі бійці та командири ЧУГА                                    | Юліан Гоїв • Іван Порайко • Мирослав Ірчан • Мирон Заячківський • Ростислав Заклинський • Омелян Лесняк • Онуфрій Нагуляк • Ріхард Якверт • Осип Семенюк • Іван Сірко • Василь Сірко • Осип Станімір • Володимир Стафіняк • Остап Стеца • Степан Шухевич • Сократ Іваницький |                                                                   |
| Див. також Червона Українська Галицька Армія • УГА •              | |                                                                   |